# Dubravka Šuica

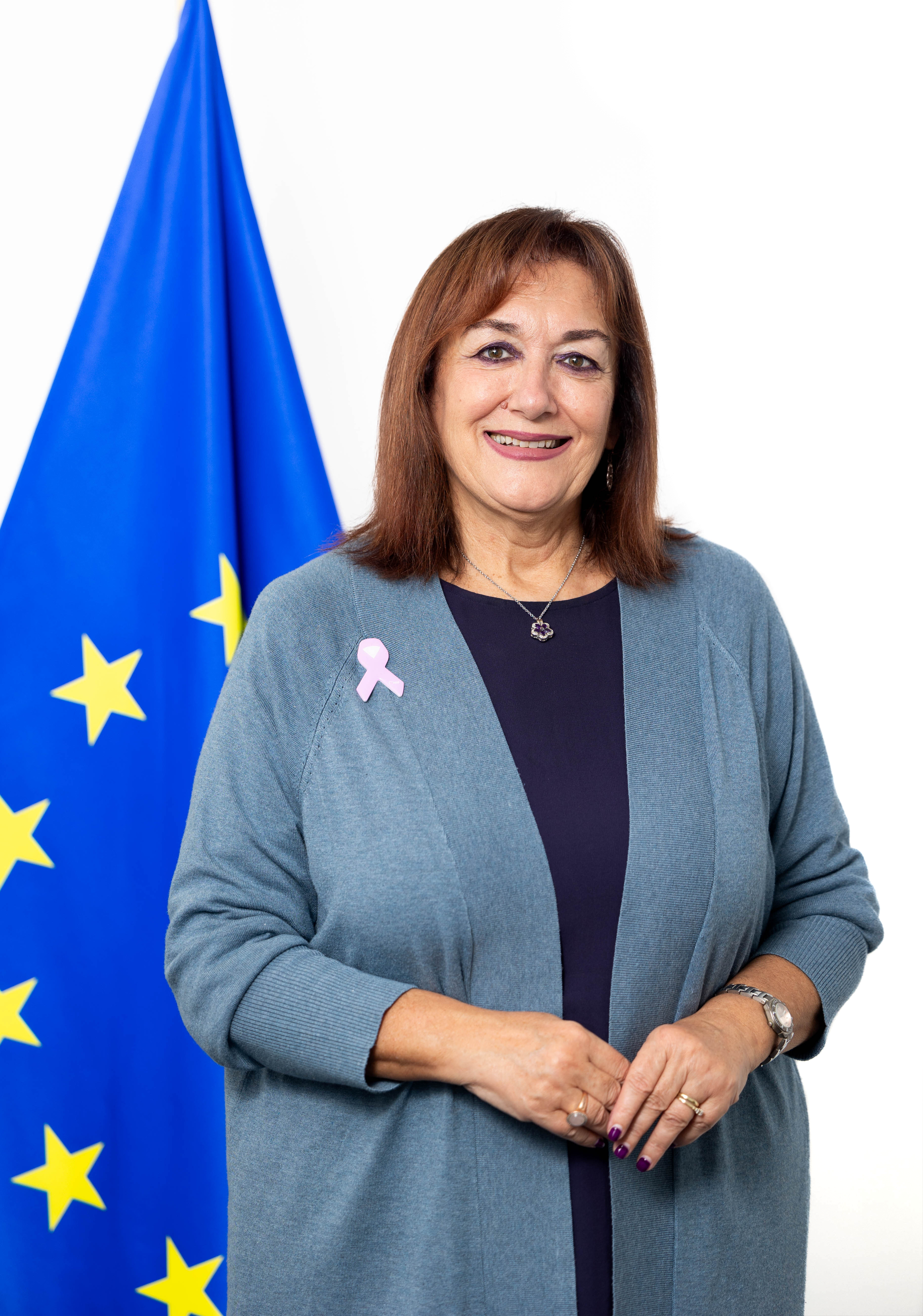
Dubravka Šuica (2024)

Dubravka Šuica (* 20. Mai 1957 in Dubrovnik, VR Kroatien) ist eine kroatische Politikerin der Partei HDZ. Sie war von 2001 bis 2009 Bürgermeisterin von Dubrovnik. Von 2013 bis 2019 gehörte sie dem Europäischen Parlament an. Von 2019 bis 2024 war sie Vizepräsidentin der EU-Kommission mit der Amtsbezeichnung Neuer Schwung für die Europäische Demokratie sowie Kommissarin für Demokratie und Demografie. Seit 2024 ist sie Kommissarin für das Mittelmeer.

## Leben
Vor ihrem Amt als Bürgermeisterin war die ehemalige Lehrerin für Englisch und Deutsch von 1996 bis 2001 Direktorin des Gymnasiums von Dubrovnik.
In den späten 1990er Jahren wurde sie Mitglied des Stadtrats und in der Bezirksversammlung und übernahm die Dubrovniker HDZ in einer der schlimmsten Phasen ihrer Geschichte, als die Öffentlichkeit durch die Dubrovačka banka-Affäre und das geheime Partnerschaftsabkommen über die kriminelle Übernahme der Bank erschüttert wurde. Ihr Aufstieg in der Partei begann in den Jahren, als die HDZ die Macht verlor: sie wurde im Jahr 2000 in den Sabor gewählt, um ein Jahr später als erste Frau in der Geschichte die Stadt Dubrovnik zu leiten.
Dubravka Šuica ist Mitglied und ein Vizepräsident der Kammer der Gemeinden des Kongress der Gemeinden und Regionen des Europarates.
Bei der beitrittsbedingen Nachwahl zur Europawahl am 14. April 2013 gewann Šuica eines der zwölf kroatischen Mandate. Damit zog sie zum 1. Juli 2013 in das europäische Parlament ein. 2014 und 2019 wurde sie erneut ins Europaparlament gewählt.
Im August 2019 wurde sie von der kroatischen Regierung als Kommissarin für die Kommission von der Leyen I vorgeschlagen. In diesem Zusammenhang stellten eine kroatische Nichtregierungsorganisation aber auch EU-Parlamentarier Martin Sonneborn die Frage, woher die fünf Millionen Euro persönlichen Vermögens stammten.
Ihr Amt als Vizepräsidentin der EU-Kommission für Neuen Schwung für die Europäische Demokratie sowie Kommissarin für Demokratie und Demografie trat sie am 1. Dezember 2019 an. Im EU-Parlament rückte für sie Sunčana Glavak nach.
Am 1. Dezember 2024 übernahm Šuica das Amt der Kommissarin für das Mittelmeer und die euro-mediterrane Partnerschaft.